# Weltmeisterschaften im Modernen Fünfkampf 2016
Die Weltmeisterschaften im Modernen Fünfkampf 2016 fanden bei den Herren und den Damen vom 23. bis 29. Mai in Moskau, Russland, statt.

## Herren

### Einzel
| Platz | Land       | Sportler         |
| ----- | ---------- | ---------------- |
| 1     | Frankreich | Valentin Belaud  |
| 2     | Russland   | Alexander Lessun |
| 3     | Südkorea   | Jung Jin-hwa     |

### Mannschaft
| Platz | Land       | Sportler                                           |
| ----- | ---------- | -------------------------------------------------- |
| 1     | Ägypten    | Yasser Hefny Omar El-Geziry Amro El-Geziry         |
| 2     | Russland   | Maxim Kustow Alexander Lessun Jegor Putschkarewski |
| 3     | Frankreich | Christopher Patte Valentin Belaud Valentin Prades  |

### Staffel
| Platz | Land       | Sportler                          |
| ----- | ---------- | --------------------------------- |
| 1     | Südkorea   | Jun Woong-tae Hwang Woo-jin       |
| 2     | Russland   | Oleg Naumow Ilja Frolow           |
| 3     | Frankreich | Pierre Dejardin Alexandre Henrard |

## Mixed
| Platz | Land                | Sportler                           |
| ----- | ------------------- | ---------------------------------- |
| 1     | Russland            | Donata Rimšaitė Alexander Lessun   |
| 2     | Volksrepublik China | Zhang Xiaonan Han Jiahao           |
| 3     | Belarus             | Nastassja Prakapenka Ilja Palaskou |

## Damen

### Einzel
| Platz | Land        | Sportlerin      |
| ----- | ----------- | --------------- |
| 1     | Ungarn      | Sarolta Kovács  |
| 2     | Frankreich  | Élodie Clouvel  |
| 3     | Deutschland | Lena Schöneborn |

### Mannschaft
| Platz | Land                | Sportlerinnen                                    |
| ----- | ------------------- | ------------------------------------------------ |
| 1     | Ungarn              | Sarolta Kovács Zsófia Földházi Tamara Alekszejev |
| 2     | Volksrepublik China | Chen Qian Liang Wanxia Zhang Xiaonan             |
| 3     | Deutschland         | Annika Schleu Lena Schöneborn Janine Kohlmann    |

### Staffel
| Platz | Land                   | Sportlerinnen                    |
| ----- | ---------------------- | -------------------------------- |
| 1     | Deutschland            | Annika Schleu Lena Schöneborn    |
| 2     | Vereinigtes Königreich | Samantha Murray Joanna Muir      |
| 3     | Belarus                | Iryna Prassjanzowa Katarina Arol |

## Medaillenspiegel
| Platz | Land                   | Goldmedaille | Silbermedaille | Bronzemedaille |
| 1     | Ungarn                 | 2            | –              | –              |
| 2     | Russland               | 1            | 3              | –              |
| 3     | Frankreich             | 1            | 1              | 2              |
| 4     | Deutschland            | 1            | –              | 2              |
| 5     | Südkorea               | 1            | –              | 1              |
| 6     | Ägypten                | 1            | –              | –              |
| 7     | Volksrepublik China    | –            | 2              | –              |
| 8     | Vereinigtes Königreich | –            | 1              | –              |
| 9     | Belarus                | –            | –              | 1              |